# Lorenzkirche (St. Georgen)

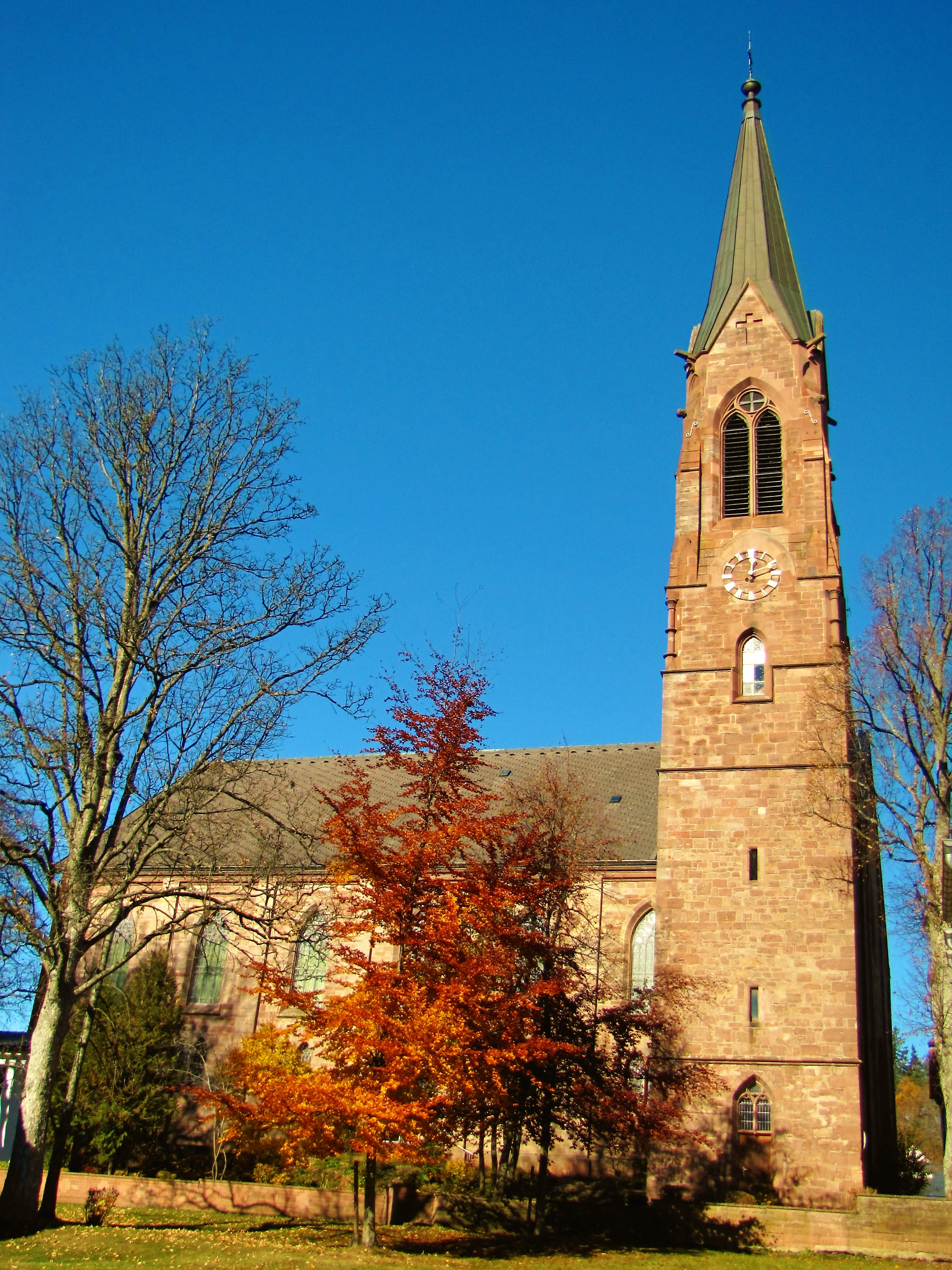
Lorenzkirche, St. Georgen im Schwarzwald

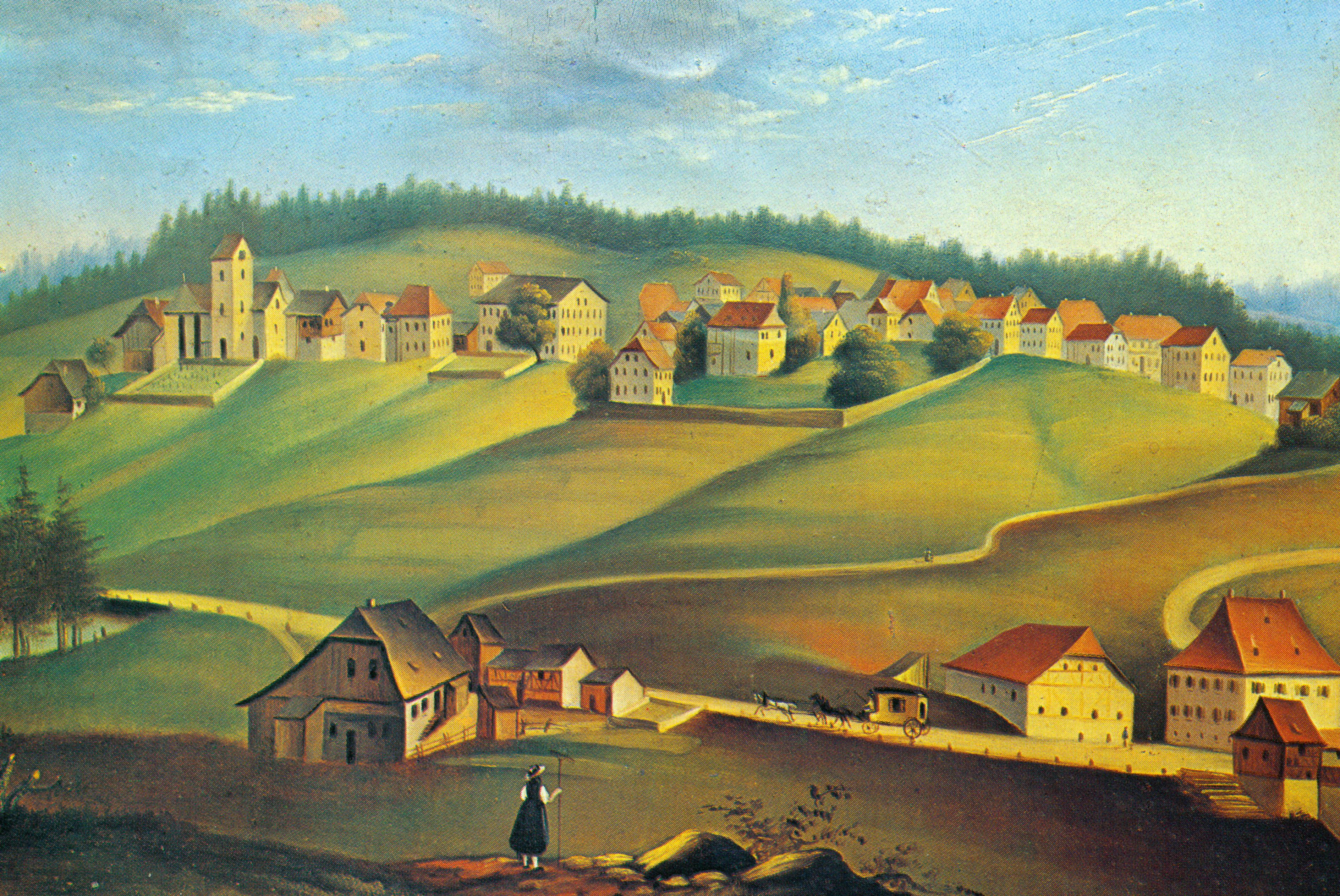
St. Georgen um 1840

Die Lorenzkirche ist ein protestantisches Kirchengebäude in St. Georgen im Schwarzwald. Sie wurde 1866/67 nach einem Brand der Vorgängerkirche im Stil der Neugotik errichtet. In den Neubau einbezogen wurde der Kirchturm von 1680/81, der 1900/01 erneuert und aufgestockt wurde. Kirchenpatron ist Laurentius von Rom.

## Geschichte

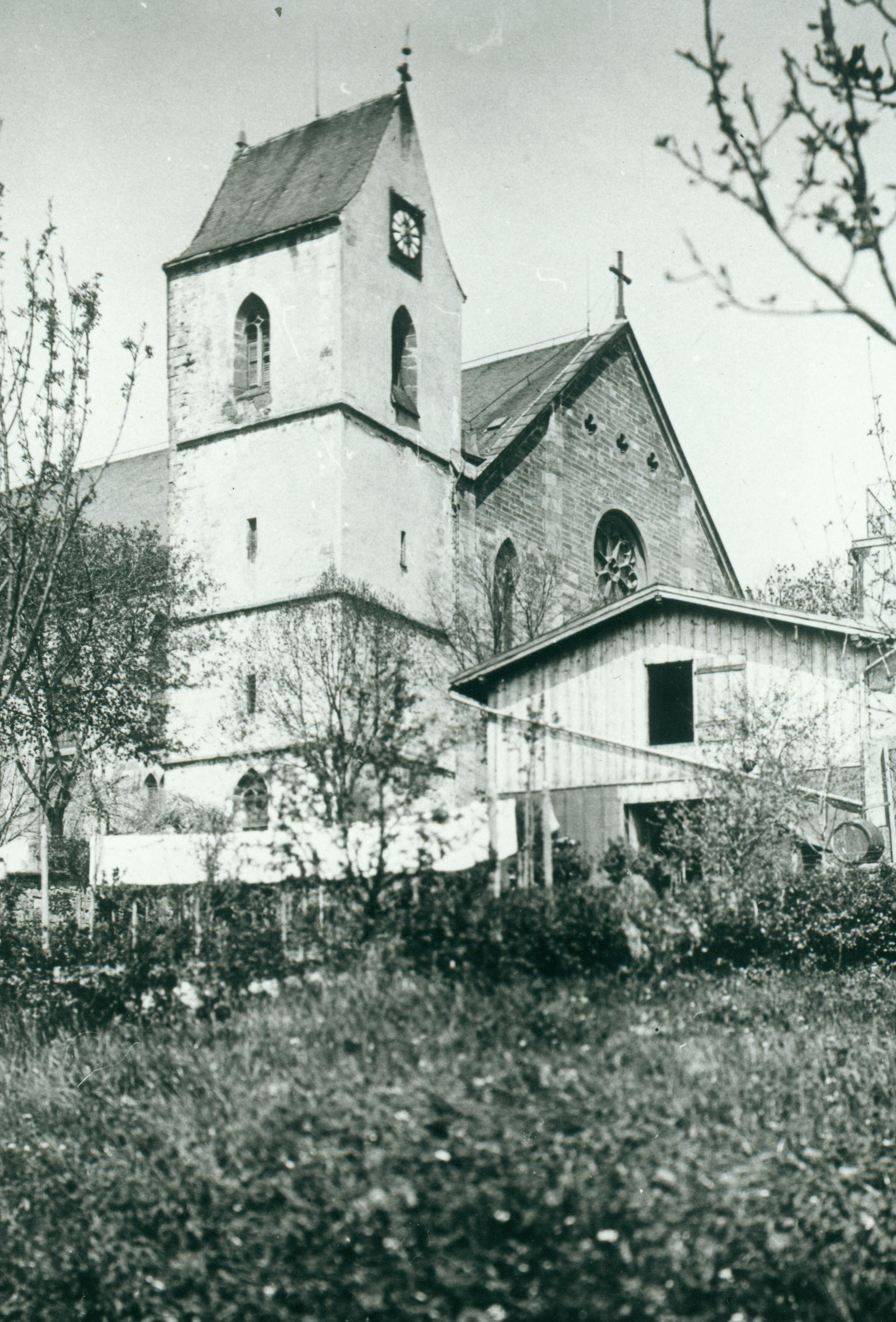
Die Lorenzkirche vor 1900 noch mit dem alten Kirchturm

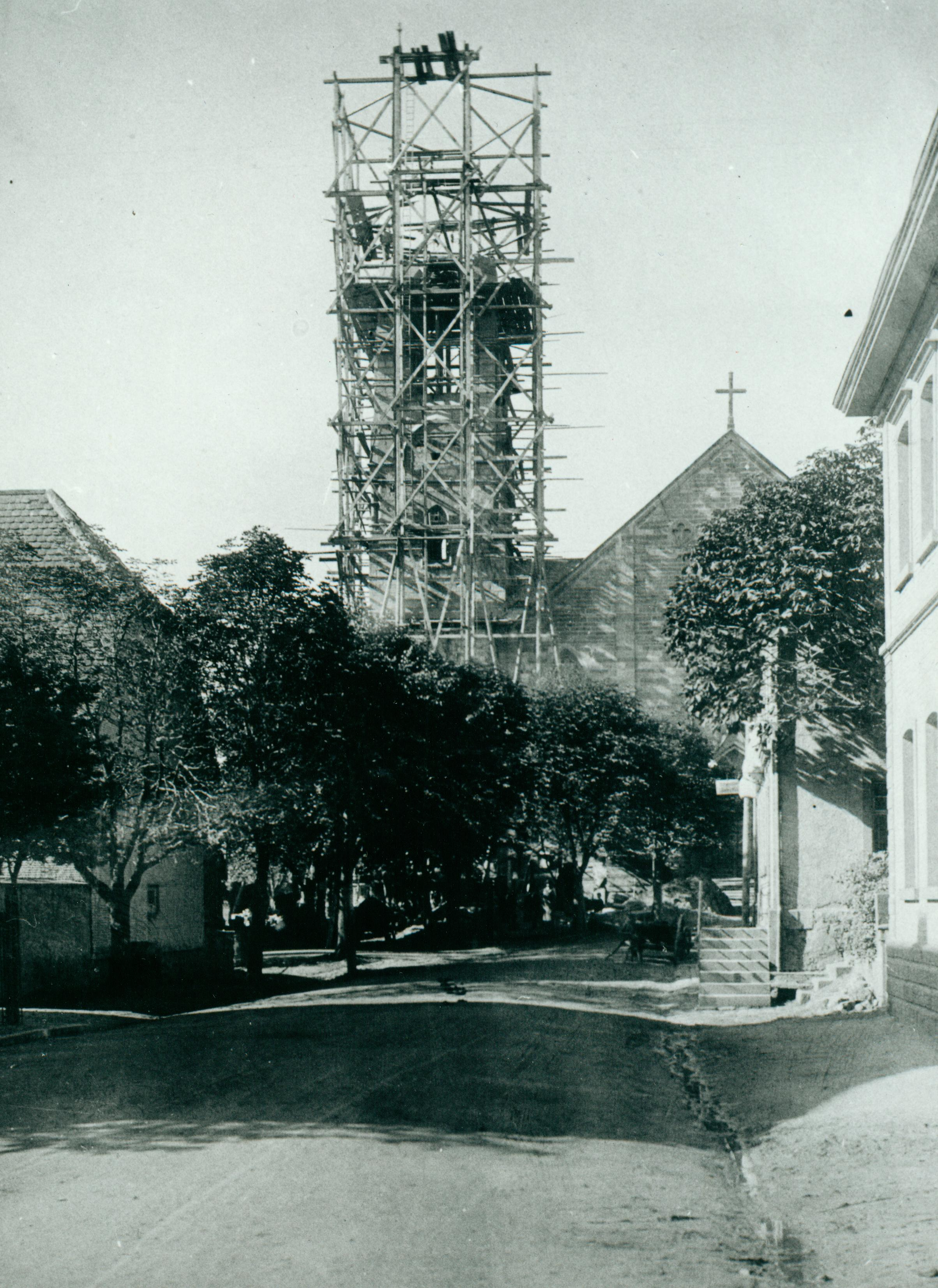
Der Bau des heutigen Kirchturms im Jahre 1900

Die Existenz einer Lorenzkirche (Laurentiuskirche) lässt sich erstmals im Jahre 1275 in einer Steuerliste des Bistums Konstanz nachweisen. Vermutet wird eine Vorgängerkapelle aus dem 12. Jahrhundert. 1084 wurde in St. Georgen ein Kloster gegründet, das über eigene Klosterkirche verfügte. Möglicherweise diente der Vorgängerbau der heutigen Lorenzkirche, der oberhalb des ehemaligen Spitals errichtet wurde, als Friedhofskapelle oder als Kirche für die Bewohner außerhalb des Klosters. Im Jahre 1569 wurde die Kirche zur Pfarrkirche von Brigach und Oberkirnach erhoben. Mit Einführung der Reformation in St. Georgen im Jahr 1536 wurde auch das Kloster evangelisch.
Nach der Zerstörung der Klosterkirche 1633 im Dreißigjährigen Krieg wurde die Lorenzkirche die Pfarrkirche für das gesamte Kirchspiel. Nachdem der Kirchturm in den 1630er Jahren baufällig geworden war, folgte in den Jahren 1680/81 seine Grunderneuerung. Ab der Mitte des 19. Jahrhunderts entstanden Pläne, die verfallene Klosterkirche wieder zu errichten, die aber nicht zur Ausführung kamen. Das Kirchenschiff der Lorenzkirche, dessen Bauzeit unbekannt ist, fiel dem großen Ortsbrand am 19. September 1865 zum Opfer. Die Grundsteinlegung für den Kirchenneubau nach einem Entwurf des Architekten Kessler an derselben Stelle der Vorgängerkirche fand am 20. Juni 1866 statt. Die Einweihung erfolgte am 27. Oktober 1867. Die gesamten Baukosten betrugen 58.603 Gulden.
Der schlanke Kirchturm mit Satteldach aus dem 17. Jahrhundert war bei dem Brand verschont worden. Er wurde 1900/01 jedoch nach Entwürfen von Rudolf Burkhardt fast vollständig erneuert und aufgestockt, um ein harmonisches Gesamtbild zu erreichen. Er misst heute 56,60 m.
1891 wurden in die Kirche vier Öfen eingebaut. 1914 wurde der Innenraum unter der Leitung von Architekt Alfred Haas neu gestaltet. Zur Finanzierung wurden die fünf 1865 geretteten fast lebensgroßen Holzfiguren und der linke Altarflügel des ehemaligen Hochaltars für 30.000 DM an die Staatliche Kunsthalle Karlsruhe verkauft. 1930 folgte die Erweiterung der Ostempore, um Platz für den Kirchenchor zu schaffen. 1934 wurden die Öfen durch eine Gasheizung ersetzt. Seit 1954 ermöglicht ein spitzbogiger Durchbruch in der nordöstlichen Ecke südlich der angrenzenden Hauptstraße Passanten den Durchgang. Bei einer Innenrenovierung in den Jahren 1961/62 wurde der Innenraum unter Leitung von Architekt Berthold Haas aus St. Georgen neu gestaltet. Die neugotische Holzkanzel und der Altar wurden ersetzt und die alte Wandbemalung übertüncht. Der Chor erhielt Glasbetonfenster statt der alten Fenster mit Glasmalerei, die die Auferstehung Christi, flankiert links vom Petrusfenster und rechts vom Paulusfenster, zeigten. Am 23. Dezember 1962 feierte die Gemeinde die Einweihung. Die Gemeinde schaffte 1968 eine neue Orgel an. 1969 fand eine Außensanierung statt, bei der an der Ostseite das Hauptportal erneuert und die neugotische Fensterrose durch ein Glasbetonfenster nach Entwürfen von Hans Günther Schmidt ersetzt sowie das schadhafte Sandsteinkreuz auf dem Giebel entfernt wurden. Die Sandsteinsockel der Emporen und ihre Konsolsteine wurden 1987 im Zuge der Emporensanierung erneuert. 1989 wurden die Fassaden und Fenster des Schiffs saniert sowie das Dach neu eingedeckt, ein Jahr später folgte die Fassadensanierung des Turm, dessen Schindeleindeckung durch Kupfer ersetzt wurde. Eine siebenmonatige Umgestaltung im Inneren fand mit der Einweihungsfeier am 13. Dezember 1998 ihren Abschluss. Im Jahr 2016 wurde der Platz vor dem Haupteingang neu gestaltet.

## Architektur

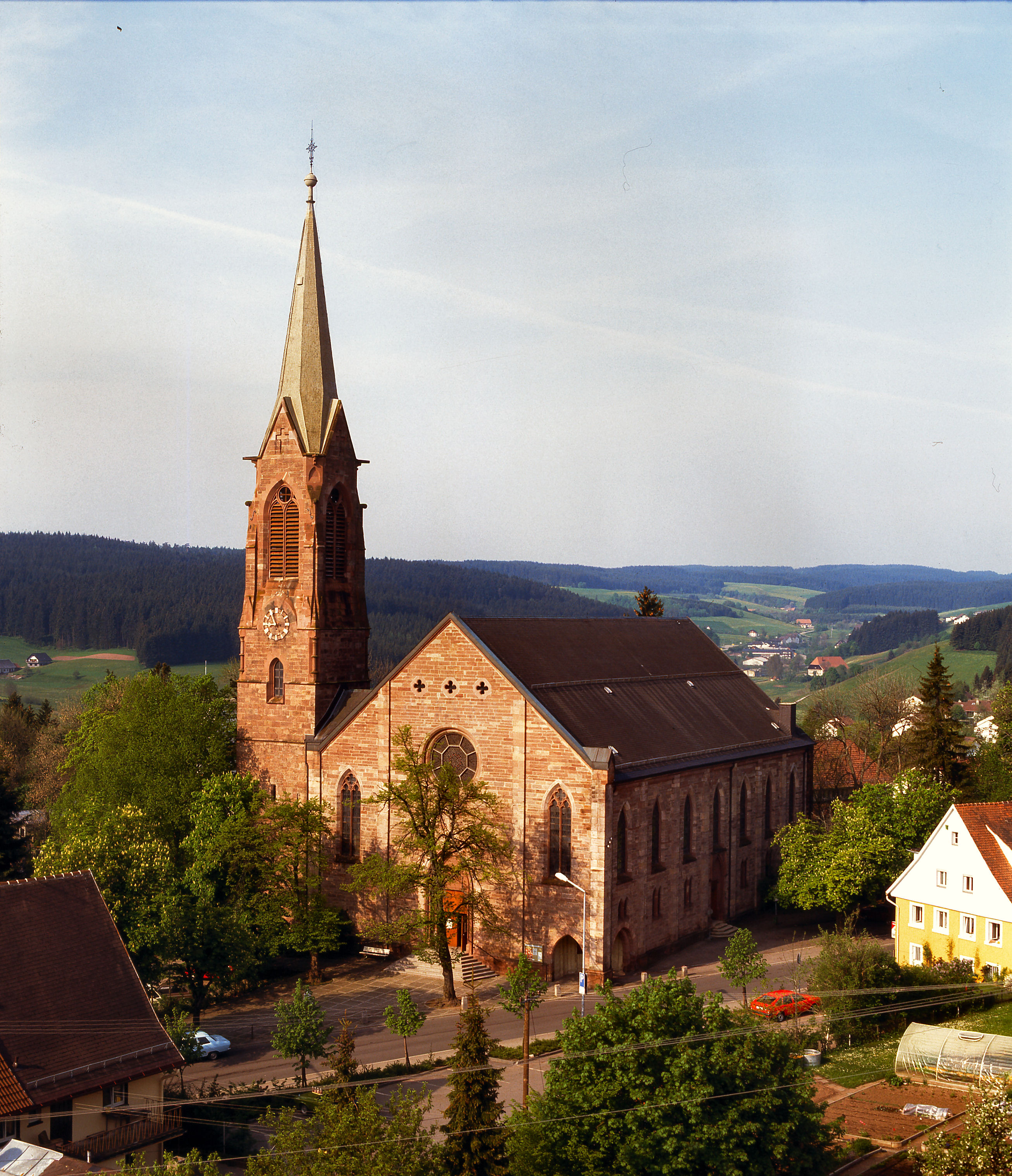
Die Lorenzkirche von Norden

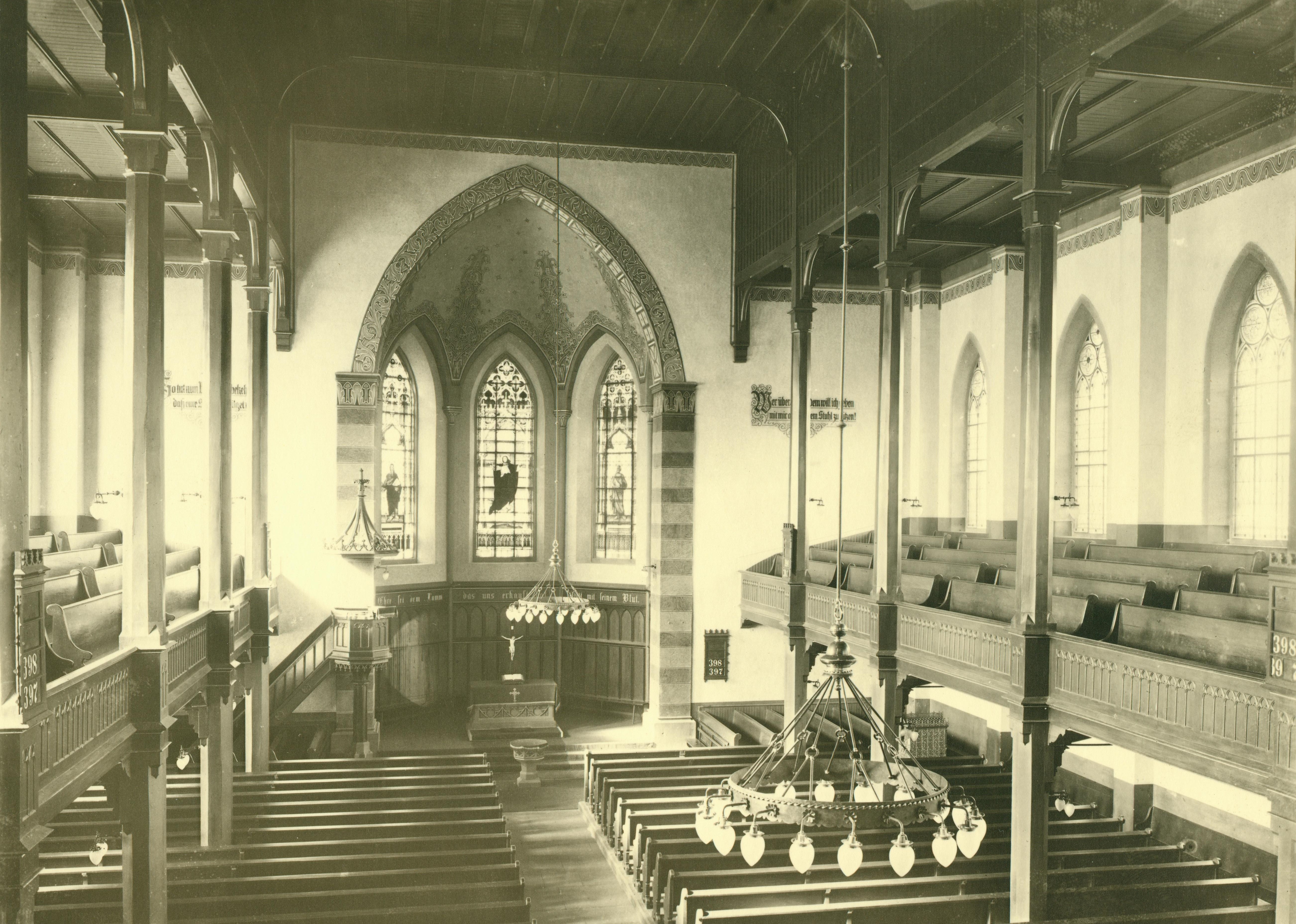
Inneres der Lorenzkirche nach der Renovierung von 1914. In dieser Gestalt blieb der Raum weitgehend erhalten bis zur großen Renovierung und Umgestaltung 1962.

Das neugotische, unverputzte Kirchenschiff ist südlich der Hauptstraße im Stadtzentrum aus roten Sandsteinquadern über einem umlaufenden Sockel errichtet. Es ist nicht geostet, sondern nach West-Südwest ausgerichtet. Die Saalkirche wird von einem Satteldach bedeckt. Die Ostseite wird durch zwei Lisenen und zwei Ecklisenen gegliedert. Das mittige Hauptportal ist über eine achtstufige Freitreppe zugänglich. Im spitzbogigen Tympanon des profilierten Portalgewändes ist als Inschrift der Heilandsruf aus Mt 11,28  zu lesen: „Kommet her zu mir Alle, die ihr mühselig und beladen seid, ich will euch erquicken.“ Darüber ist eine große Fensterrose, in der Giebelspitze sind drei Vierpässe und außen zweibahniges Maßwerkfenster mit Nonnenköpfen und Vierpässen im Spitzbogen eingelassen. Die Kirche wird durch ein weiteres Portal an der Nordseite erschlossen; das korrespondierende Südportal wurde 1998 in ein Fenster umgewandelt. Die Langseiten des Mittelschiff werden durch Lisenen und gleichmäßig Fensterreihungen in zwei Zonen gegliedert: im unteren Bereich kleine Zwillingsfenster und im oberen Bereich größere Fenster, alle mit Spitzbogen. Der Innenraum ist etwa 14,25 m hoch, 19,50 m breit und 33 m lang. Der dreiseitige Chorschluss ist gegenüber dem Schiff niedriger und eingezogen. Er wird durch drei Spitzbogenfenster belichtet und ist 5,60 m lang. Das mittlere der Glasbetonfenster in den Farben Rot, Blau und Violett und weißem Hintergrund lässt ein abstrahiertes rotes Kreuz erkennen.
Der im Kern ältere Kirchturm steht am östlichen Ende der südlichen Langseite. Er ist auf quadratischem Grundriss errichtet und wird durch mehrere umlaufende Gesimse in unterschiedlich hohe Geschosse gegliedert. Das Erdgeschoss wird durch kleine Spitzbogenfenster mit Licht versorgt und auf zwei Schlitzfenster folgen wieder Spitzbogenfenster, über denen die Zifferblätter der Turmuhr angebracht sind. Eine Bauinschrift an der Südwand erinnert an Turmerneuerung: „Unter Abt Gerlach ist mit Hilfe und Rat des Superintendenten Baldenhofer unter der Aufsicht des Klosteramtmannes Schickart zur Zeit des Pfarrers Michael Walz dieser eben noch baufällige Turm von Grund auf restauriert und sein Bau zu Ende geführt worden 1680.“ Das Glockengeschoss hat zweibahnige Maßwerk-Klangarkaden für das Geläut mit Radkreuzen im Bogenfeld. Die vier Dreiecksgiebel haben kreuzförmige Blendnischen. In den abgeschrägten Ecken sind über spitzbogigen Blendnischen Wasserspeier angebracht. Der oktogonale Spitzhelm aus Kupfer wird von einem Turmknauf (0,90 Meter Durchmesser) und einem verzierten Kreuz bekrönt.

## Ausstattung

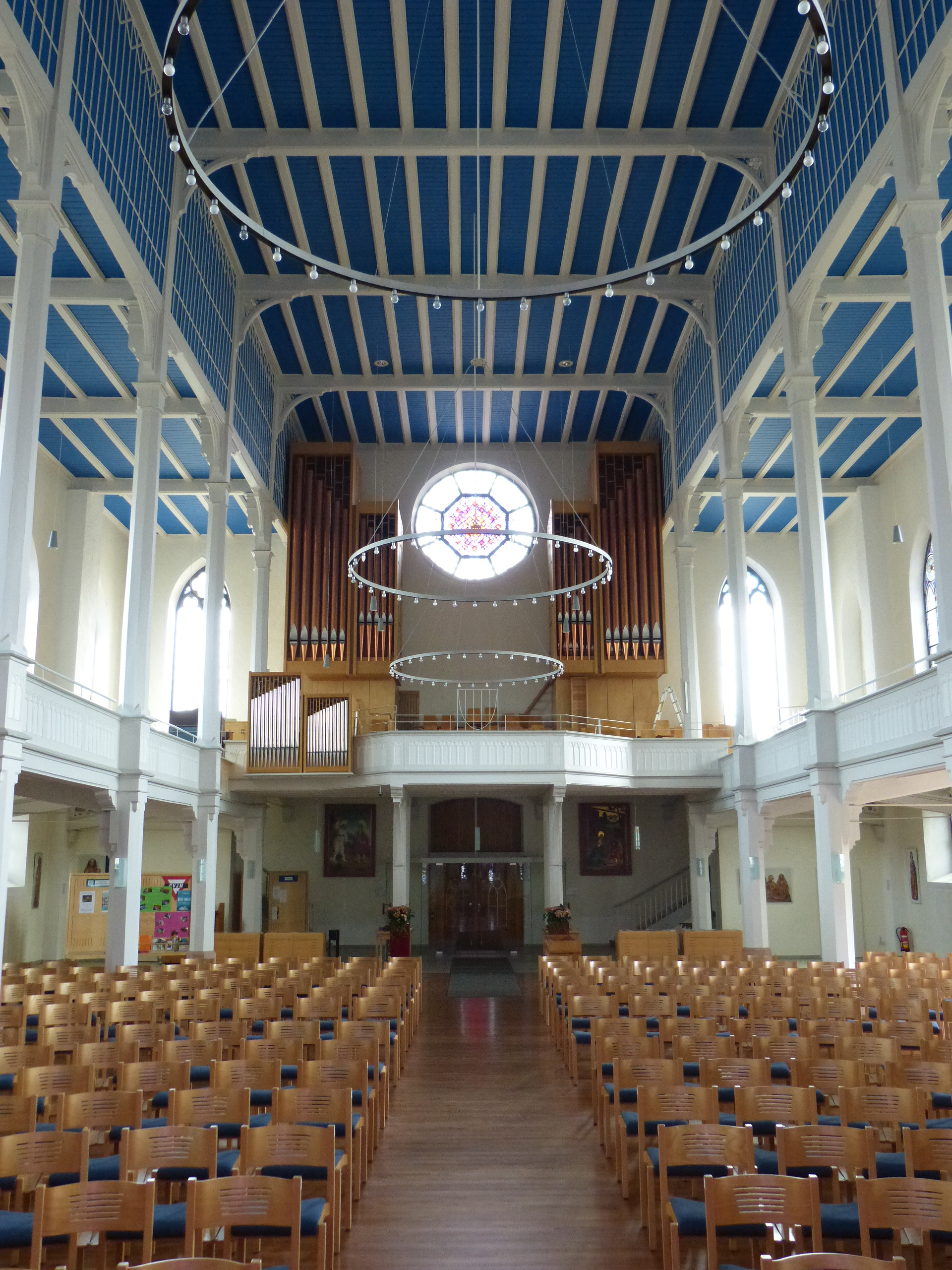
Blick durch das Kirchenschiff zur Orgel

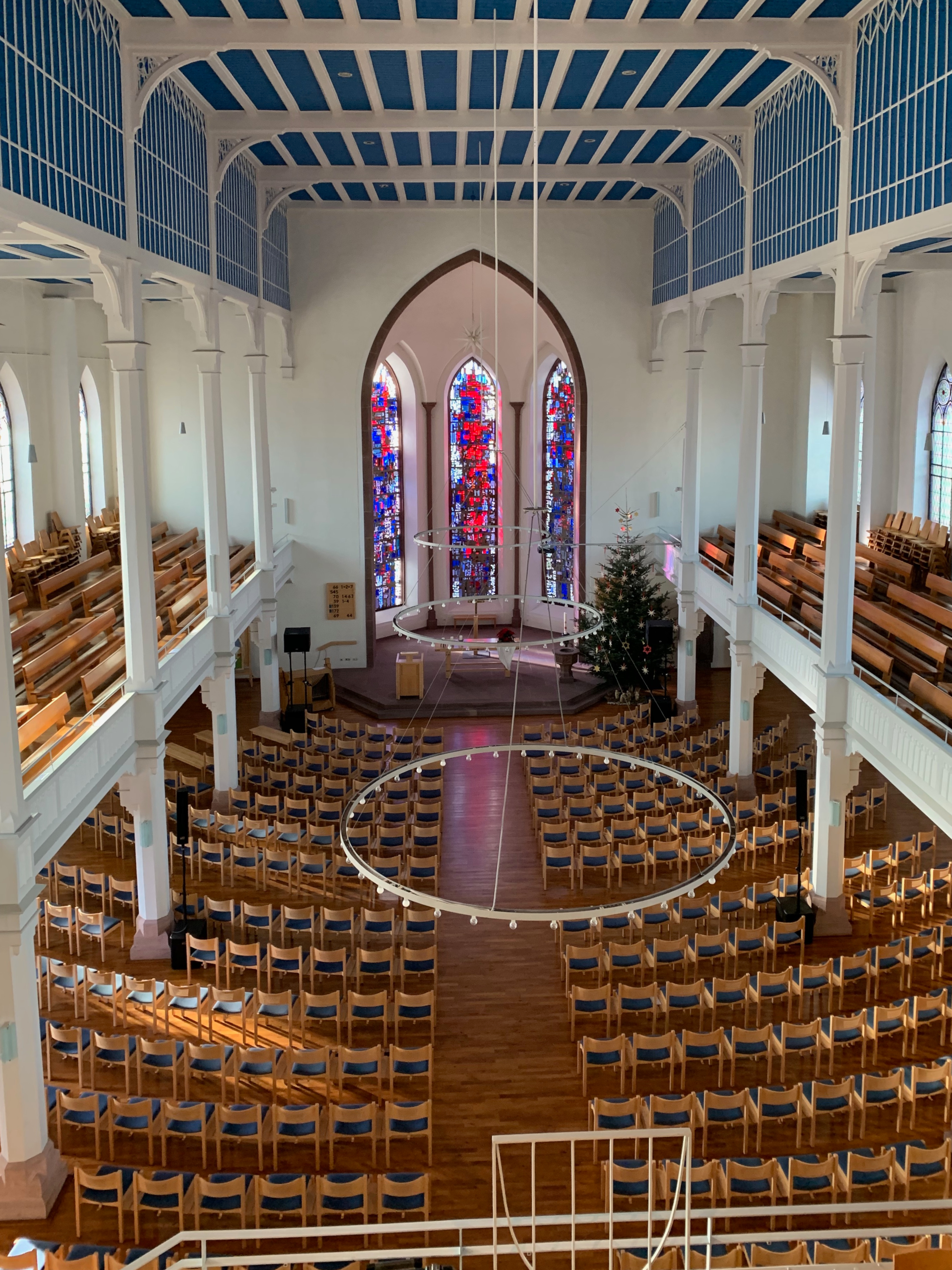
Das Kirchenschiff der Lorenzkirche St. Georgen von der Rosette aus gesehen

Der Innenraum wird von einer flachen Holzbalkendecke mit weißen Balken und Unterzügen abgeschlossen, der Hintergrund ist seit 1998 blau bemalt. Oberhalb der Emporen ist die Decke an den Langseiten abgesenkt, sodass der Eindruck einer dreischiffigen Anlage entsteht. Die dreiseitig umlaufende Empore in weißer Fassung beherrscht den Innenraum. Sie wird von Pfeiler gestützt, die bis zur Decke reichen und dort mit Bügen die Längsunterzüge stützen. Drei große Radleuchter wurden 1998 angeschafft. Eine zweiläufige Treppe führt auf die trapezförmig vorkragende Ostempore, die als Aufstellungsort für die Orgel dient. Die Kirchenbänke wurden 1998 durch gepolsterte Einzelstühle aus hellem Holz ersetzt.
Ein spitzbogiger Chorbogen öffnet den um zwei Stufen erhöhten Chor zum Kirchenschiff. Der schlichte Altartisch und der viereckige Ambo sind aus hellem Holz gefertigt. Emil Jo Homolka gestaltete 2001 den Osterleuchter. Das achtseitige, pokalförmige Taufbecken auf viereckiger Basis hat an den Seiten Vierpässe. Der bronzene Aufsatz von Homolka aus dem Jahr 1985 zeigt vier Figuren aus dem Alten Testament (Noah, Jakob, Mose, Jona) und vier aus dem Neuen Testament (Petrus, Nikodemus, Lydia und Jesus bei der Fußwaschung). Im Chor wurden 1983 die erhaltenen Epitaphien aus der Klosterzeit aufgestellt.
Vom 1913 nach Karlsruhe verkauften Altarflügel wurden 2002 von Eva Jaeckle Kopien der Vorder- und Rückseite angefertigt und unter der Orgelempore angebracht, links und rechts vom Ostportal. Der originale Altar soll 1523 von einem oberschwäbischen Meister wahrscheinlich für die Klosterkirche geschaffen und später in die Lorenzkirche umgesetzt worden sein. Er steht am Übergang von Spätgotik zu Renaissance und wird 1569 erstmals erwähnt. Die Innenseite zeigt die Anbetung des Kindes, die Vorderseite (Werktagsseite) den hl. Michael mit der Seelenwaage und den hl. Sebastian.

## Orgel

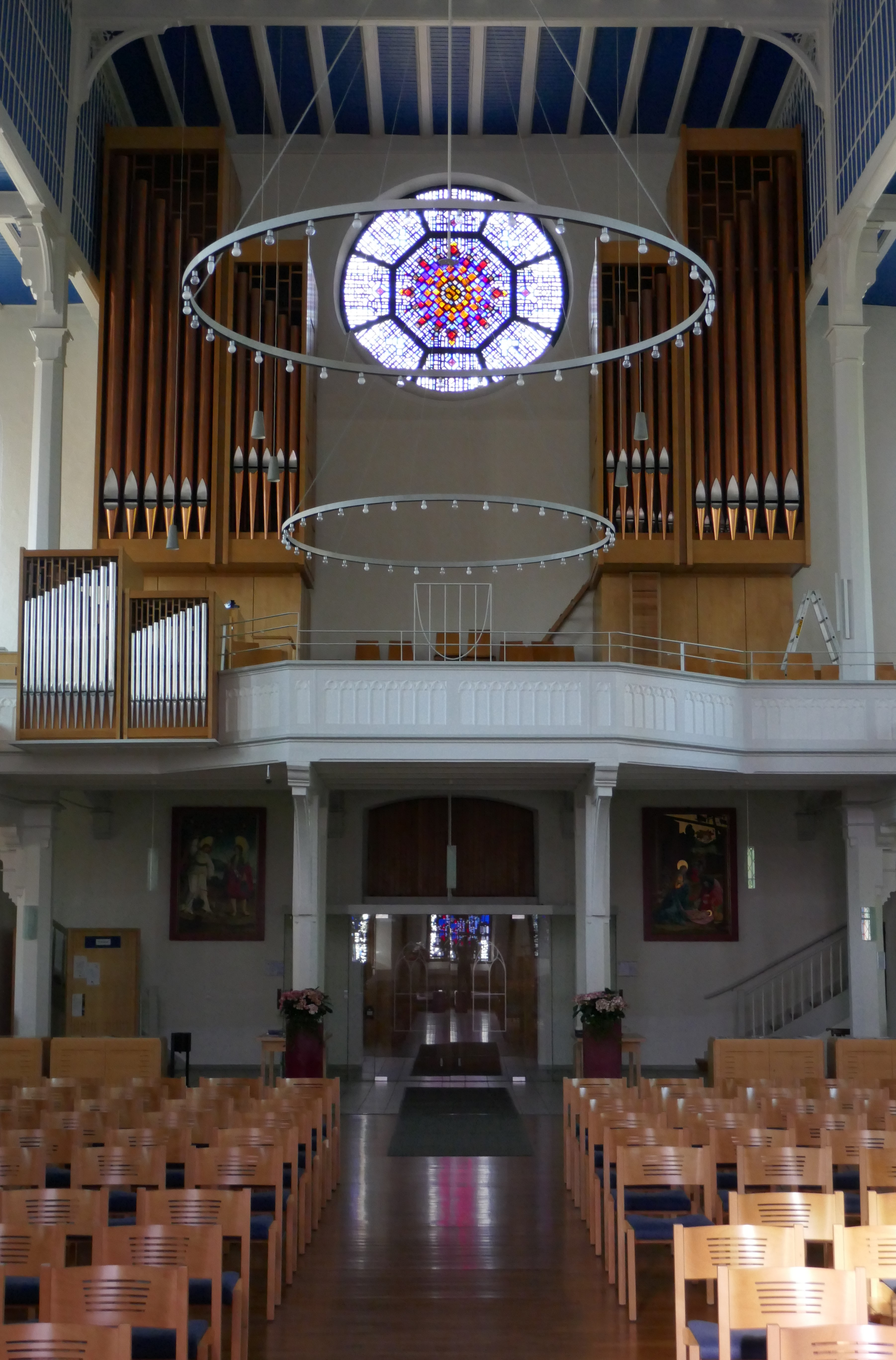
Weigle-Orgel von 1968

Die erste Orgel der alten Lorenzkirche wurde 1776 von Orgelbauer Hagemann aus Tübingen für 579 Gulden eingebaut. 1859 folgte eine Reparatur durch Orgelbauer Fridolin Merklin aus Freiburg. Für die neue Kirche baute Firma Voit in Durlach eine neue Orgel (II/P/24), die 1914 auf 30 Register erweitert wurde. Nach mehreren Umbauten in den 1930er und 1940er Jahren wich das neugotische Gehäuse 1955/1956 einem Freipfeifenprospekt.
Das heutige Instrument schuf 1968 die Werkstatt Orgelbau Friedrich Weigle als Opus 1177. Das Schleifladen-Instrument verfügt über 46 Register auf drei Manualen und Pedal. Die Spieltrakturen sind mechanisch, die Registertrakturen sind elektrisch ausgeführt. 2020 fand eine größere Renovierung durch Orgelbau Mühleisen statt. Die Orgel wurde weitgehend neu intoniert, einige Register ausgetauscht und eine SPS-Anlage samt Setzeranlage und Oktavkoppeln eingebaut. Im Dezember 2023 wurde die Vox coelestis eingebaut und intoniert.
| I Hauptwerk C–g3 |                   |       |
| 1.               | Bourdun           | 16′   |
| 2.               | \|8′              |       |
| 3.               | Hohlflöte         | 8′    |
| 4.               | Oktave            | 4′    |
| 5.               | Pommer            | 4′    |
| 6.               | Feldflöte         | 2′    |
| 7.               | Hintersatz II–III | 2 ⁄3′ |
| 8.               | Mixtur V          | 2′    |
| 9.               | Cornett V         | 8′    |
| 10.              | Trompete          | 8′    |

| II Schwellwerk C–g3 |                 |        |
| 11.                 | Musiziergedackt | 8′     |
| 12.                 | Spitzflöte      | 8′     |
| 13.                 | Salicional      | 8′     |
| 14.                 | Vox coelestis   | 8′     |
| 15.                 | Prinzipal       | 4′     |
| 16.                 | Nachthorn       | 4′     |
| 17.                 | Rohrnasat       | 2 ⁄3′  |
| 18.                 | Blockflöte      | 2′     |
| 19.                 | Terz            | 1 3⁄5′ |
| 20.                 | Sifflöte        | 1′     |
| 21.                 | Scharf IV       | 1 ⁄3′  |
| 22.                 | Fagott          | 16′    |
| 23.                 | Clairon         | 8′     |
|                     | Tremulant       |        |

| III Rückpositiv C–g3 |                |       |
| 24.                  | Gedacktflöte   | 8′    |
| 25.                  | Quintade       | 8′    |
| 26.                  | Praestant      | 4′    |
| 27.                  | Rohrflöte      | 4′    |
| 28.                  | Oktävlein      | 2′    |
| 29.                  | Koppelflöte    | 2′    |
| 30.                  | Sesquialter II | 2 ⁄3′ |
| 31.                  | Spitzquinte    | 1 ⁄3′ |
| 32.                  | Septime        | 1 ⁄7′ |
| 33.                  | Zimbel IV      | 1′    |
| 34.                  | Bärpfeife      | 16′   |
| 35.                  | Cromorne       | 8′    |
|                      | Tremulant      |       |

| Pedalwerk C–f1 |                 |         |
| 36.            | Prinzipalbass   | 16′     |
| 37.            | Subbass         | 16′     |
| 38.            | Quintbass       | 10 2⁄3′ |
| 39.            | Oktavbass       | 8′      |
| 40.            | Gedecktbass     | 8′      |
| 41.            | Trichterpfeife  | 4′      |
| 42.            | Doppelrohrflöte | 2′      |
| 43.            | Rauschbass IV   | 5 1⁄3′  |
| 44.            | Mixturbass IV   | 2 ⁄3′   |
| 45.            | Posaune         | 16′     |
| 46.            | Trompete        | 8′      |
| 47.            | Zink            | 4′      |

- Koppeln: II/I, II/I 16′, II/II 4′, II/II 16′, III/I, III/I 16′, III/II, III/II 16′, I/P, II/P, III/P
- Spielhilfen: Elektronische Setzeranlage, freie Koppeln, Sostenuto II, Walze, Tremulantengeschwindigkeit II einstellbar, Registerfessel

## Geläut

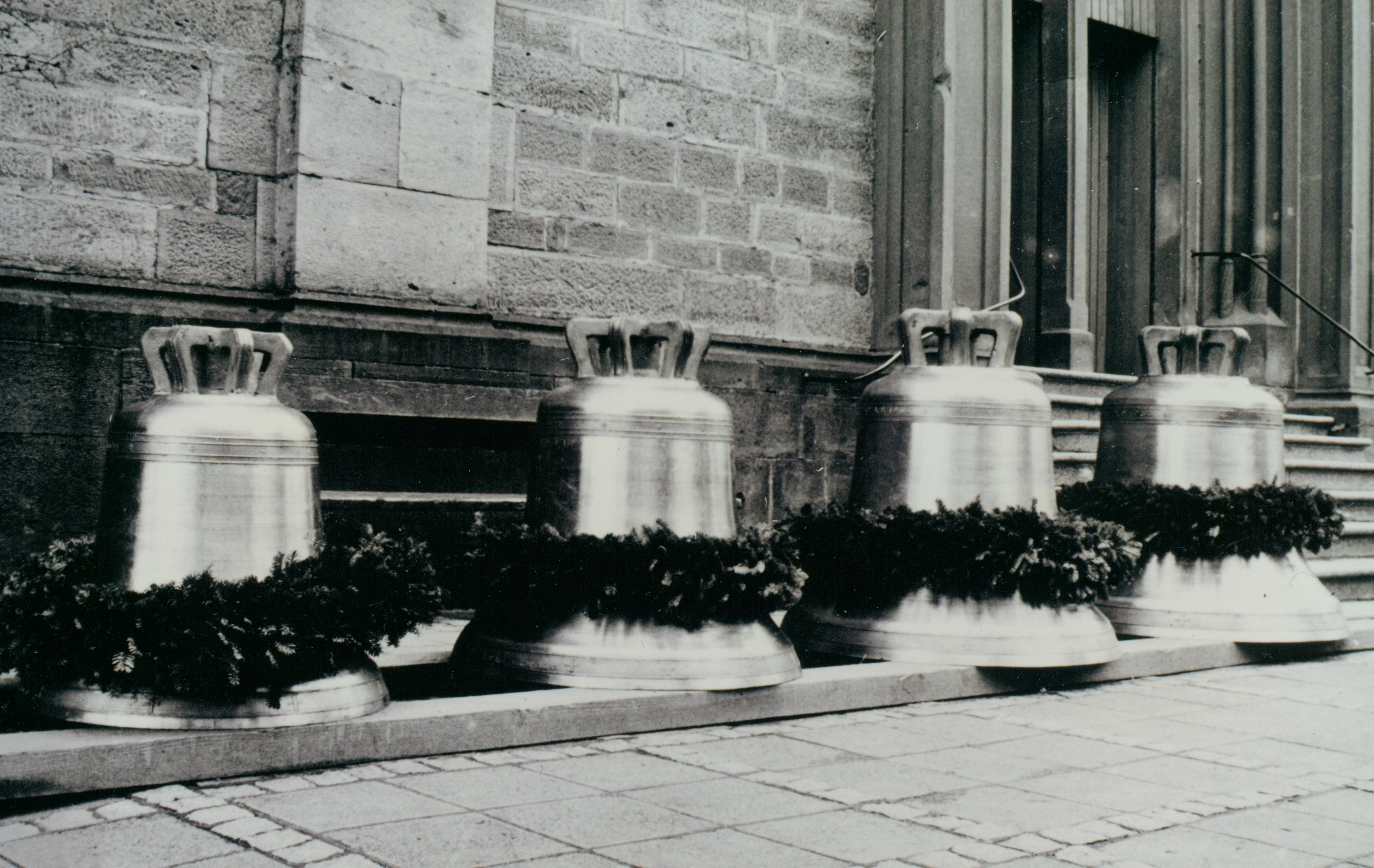
Die neuen Glocken von 1964

Im Zuge des Spanischen Erbfolgekriegs wurden 1703/04 die drei Glocken von französischen Truppen geraubt. Eine kleine Glocke wurde 1718 um eine Glocke der Glockengießerei Grüninger ergänzt. Als die kleine Glocke 1755 zersprang, vervollständigte Grüninger 1756 durch zwei neue Glocken das Dreiergeläut. Die größte erhielt einen Sprung und wurde 1877 neu gegossen und das Geläut um eine vierte Glocke erweitert. Für den neuen Glockenturm ersetzte Grüninger die schadhafte kleine Glocke von 1756 durch eine größere. Nach Ablieferung von drei Glocken 1917 im Rahmen der Metallspende des deutschen Volkes blieb nur die dritte Glocke von 1877 erhalten. Die Gemeinde ließ von Grüninger 1921 zwei Glocken und 1923 eine weitere Glocke ersetzen, um das Vierergeläut wiederherzustellen.
1942 wurden die drei größten Glocken beschlagnahmt. Grüninger goss 1921 zwei Glocken aus Weißbronze und Rincker goss im folgenden Jahr zwei weitere Glocken, sodass der Glockenturm erstmals fünf Glocken beherbergte. Die beiden minderwertigen Glocken aus Weißbronze und die Glocke von 1921 wurden 1964 durch vier neue Glocken der Glockengießerei Bachert ersetzt, sodass die Gemeinde seitdem über das heutige Sechsergeläut verfügt.

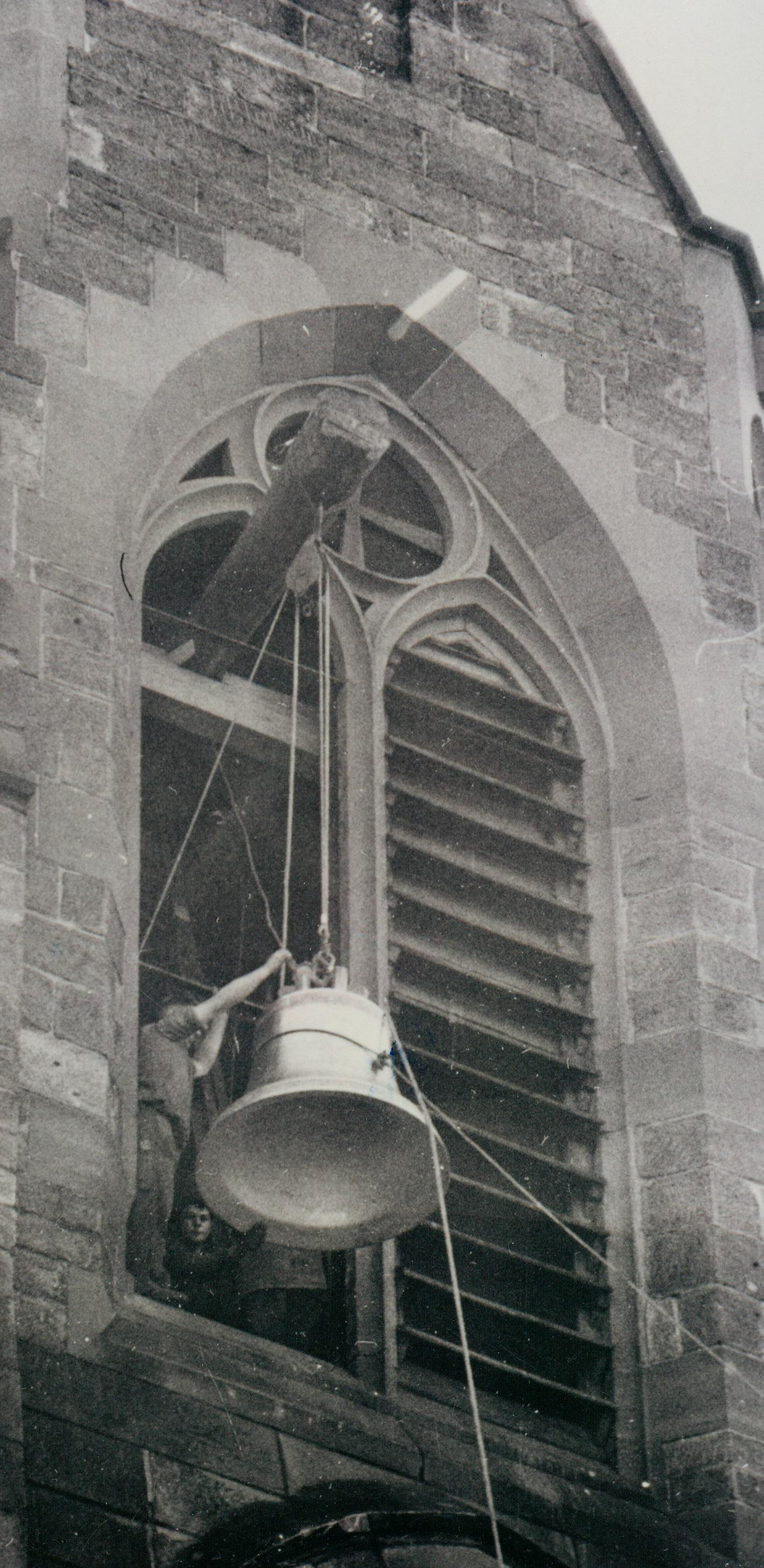
Die neuen Glocken von 1964 kommen auf den Turm.

| Nr. | Jahr | Name                           | Gießer, Gussort    | Masse (kg) | Schlagton | Inschrift                                                                |
| --- | ---- | ------------------------------ | ------------------ | ---------- | --------- | ------------------------------------------------------------------------ |
| 1   | 1949 | Abend- und Totenglocke         | Rincker, Sinn      | 1297       | dis1      | „Selig sind die Toten, die in dem Herrn sterben.“ (Offb 14,13 )          |
| 2   | 1964 | Einsegnungs- und Mittagsglocke | Bachert, Karlsruhe | 794        | fis1      | „Die Liebe höret nimmer auf.“ (1 Kor 13,8 )                              |
| 3   | 1964 | Versöhnungsglocke              | Bachert, Karlsruhe | 691        | gis1      | „Lasset euch versöhnen mit Gott.“ (2 Kor 5,20 )                          |
| 4   | 1964 | Vaterunserglocke               | Bachert, Karlsruhe | 445        | ais1      | „Wachet, steht im Glauben, seid männlich und seid stark.“ (1 Kor 16,13 ) |
| 5   | 1964 | Tauf- und Morgenglocke         | Bachert, Karlsruhe | 290        | cis2      | „Aus der Tiefe rufe ich, Herr, zu dir.“ (Ps 130,1 )                      |
| 6   | 1949 | Friedensglocke                 | Rincker, Sinn      | 156        | dis2      | „ER ist unser Friede.“ (Eph 2,14 )                                       |